# Trophée de France 1997
Navigation
Édition précédente Édition suivante
Le Trophée de France est une compétition internationale de patinage artistique qui se déroule en France au cours de l'automne. Il accueille des patineurs amateurs de niveau senior dans quatre catégories : simple messieurs, simple dames, couple artistique et danse sur glace. En 1997 il s'appelait également Trophée Lalique.
Le onzième Trophée de France est organisé du 13 au 16 novembre 1997 au palais omnisports de Paris-Bercy. Il est la quatrième compétition de la Série des champions ISU senior de la saison 1997/1998.

## Résultats

### Messieurs
| Rang    | Nom                | Pays        | Points | Prog. court | Prog. libre |
| ------- | ------------------ | ----------- | ------ | ----------- | ----------- |
| 1       | Aleksey Yagudin    | Russie      | 2.0    | 2           | 1           |
| 2       | Philippe Candeloro | France      | 4.0    | 4           | 2           |
| 3       | Igor Pashkevich    | Azerbaïdjan | 4.5    | 3           | 3           |
| 4       | Todd Eldredge      | États-Unis  | 5.5    | 1           | 5           |
| 5       | Evgeny Pliuta      | Ukraine     | 7.5    | 7           | 4           |
| 6       | Thierry Cérez      | France      | 8.5    | 5           | 6           |
| 7       | Jeffrey Langdon    | Canada      | 10.0   | 6           | 7           |
| 8       | Guo Zhengxin       | Chine       | 12.0   | 8           | 8           |
| 9       | Frédéric Dambier   | France      | 13.5   | 9           | 9           |
| 10      | Seiichi Suzuki     | Japon       | 15.5   | 11          | 10          |
| Abandon | Michael Hopfes     | Allemagne   |        | 10          |             |

### Dames
| Rang | Nom               | Pays       | Points | Prog. court | Prog. libre |
| ---- | ----------------- | ---------- | ------ | ----------- | ----------- |
| 1    | Laëtitia Hubert   | France     | 2.0    | 2           | 1           |
| 2    | Tara Lipinski     | États-Unis | 2.5    | 1           | 2           |
| 3    | Vanessa Gusmeroli | France     | 5.5    | 5           | 3           |
| 4    | Chen Lu           | Chine      | 6.0    | 4           | 4           |
| 5    | Krisztina Czakó   | Hongrie    | 7.5    | 3           | 6           |
| 6    | Elena Ivanova     | Russie     | 8.0    | 6           | 5           |
| 7    | Fanny Cagnard     | France     | 10.5   | 7           | 7           |
| 8    | Eva-Maria Fitze   | Allemagne  | 12.0   | 8           | 8           |
| 9    | Jennifer Robinson | Canada     | 14.0   | 10          | 9           |
| 10   | Marta Andrade     | Espagne    | 15.5   | 11          | 10          |
| 11   | Hanae Yokoya      | Japon      | 15.5   | 9           | 11          |

### Couples
| Rang | Nom                                  | Pays       | Points | Prog. court | Prog. libre |
| ---- | ------------------------------------ | ---------- | ------ | ----------- | ----------- |
| 1    | Elena Berejnaïa / Anton Sikharulidze | Russie     | 1.5    | 1           | 1           |
| 2    | Mandy Wötzel / Ingo Steuer           | Allemagne  | 3.0    | 2           | 2           |
| 3    | Xue Shen / Hongbo Zhao               | Chine      | 4.5    | 3           | 3           |
| 4    | Kristy Sargeant / Kris Wirtz         | Canada     | 6.0    | 4           | 4           |
| 5    | Sarah Abitbol / Stéphane Bernadis    | France     | 7.0    | 4           | 5           |
| 6    | Kyoko Ina / Jason Dungjen            | États-Unis | 9.0    | 6           | 6           |
| 7    | Danielle Hartsell / Steve Hartsell   | États-Unis | 11.0   | 8           | 7           |
| 8    | Line Haddad / Sylvain Privé          | France     | 11.5   | 7           | 8           |
| 9    | Alexandra Roger / Vivien Rolland     | France     | 13.5   | 9           | 9           |

### Danse sur glace
| Rang | Nom                                     | Pays       | Points | Danse imposée | Danse originale | Danse libre |
| ---- | --------------------------------------- | ---------- | ------ | ------------- | --------------- | ----------- |
| 1    | Oksana Grichtchouk / Ievgueni Platov    | Russie     | 2.0    | 1             | 1               | 1           |
| 2    | Marina Anissina / Gwendal Peizerat      | France     | 4.0    | 2             | 2               | 2           |
| 3    | Irina Romanova / Igor Yaroshenko        | Ukraine    | 6.0    | 3             | 3               | 3           |
| 4    | Diane Gerencser / Pasquale Camerlengo   | Italie     | 8.0    | 4             | 4               | 4           |
| 5    | Olena Hrushyna / Ruslan Honcharov       | Ukraine    | 10.4   | 6             | 5               | 5           |
| 6    | Isabelle Delobel / Olivier Schoenfelder | France     | 12.6   | 5             | 6               | 7           |
| 7    | Albena Denkova / Maxim Staviski         | Bulgarie   | 13.0   | 7             | 7               | 6           |
| 8    | Kate Robinson / Peter Breen             | États-Unis | 16.0   | 8             | 8               | 8           |
| 9    | Megan Wing / Aaron Lowe                 | Canada     | 16.6   | 10            | 9               | 9           |
| 10   | Barbara Piton / Alexandre Piton         | France     | 20.6   | 9             | 10              | 11          |
| 11   | Stephanie Rauer / Thomas Rauer          | Allemagne  | 21.0   | 11            | 11              | 10          |

## Sources
- Résultats du Trophée Lalique 1997
- Patinage Magazine N°60 (Décembre 1997-Janvier 1998)